# Stift St. Walburgis (Soest)
Das St.-Walburgis-Stift war eine Einrichtung der Augustiner-Chorfrauen in Soest. Es entstand vor 1166 und bestand bis zur Umwandlung in ein freiweltliches Damenstift im Jahr 1582. Dieses wurde 1812 aufgehoben.

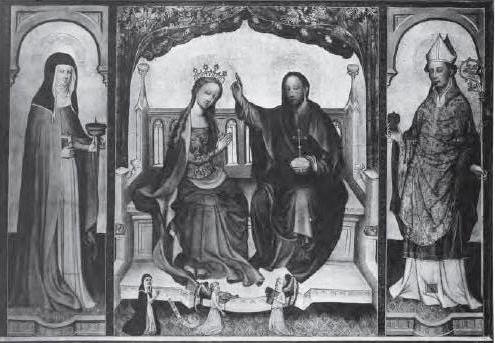
Fürbitte Marias bei Christus und die Heiligen Walburga und Augustinus vom Meister des Fröndenberger Marienretabel um 1420 (Temperamalerei auf Eichenholz, Höhe 120 cm, Breite 173 cm)

## Geschichte
Die erste Erwähnung stammt aus einer Pachturkunde aus dem Jahr 1166 von Erzbischof Rainald von Dassel. Zu dieser Zeit muss das Kloster also bereits vorhanden gewesen sein. Dassel wurde später auch als Gründer des Klosters angesehen. Wahrscheinlich wurde es 1164 gegründet. Das Kloster lag außerhalb der Stadtmauern von Soest. Eine erste Klosterkirche stammte noch aus dem 12. Jahrhundert. Das Patrozinium der heiligen Walburga weist auf eine frühe Beziehung zum Stift Meschede hin. Möglicherweise kam diese Verbindung über die Grafen von Arnsberg zustande, die enge Beziehungen zum Mescheder Stift hatten und Vögte der Stadt Soest waren.
Das Kloster verfügte über einen ausgedehnten Grundbesitz. Im Jahr 1408 kamen mit der Inkorporation des Klosters Annenborn auch die Besitzungen dieser Einrichtung dazu. Die Kölner Erzbischöfe trugen mit Ablässen zur Unterstützung von St. Walburgis bei. Innerhalb der Stadt Soest verfügte das Kloster über ein steinernes Haus mit Kapelle, das in Kriegszeiten als Zuflucht diente. Nach der Soester Fehde ging dieses in den Besitz von Kloster Oelinghausen über.
Obwohl es sich um ein Stift handelte, das unter der Augustinusregel stand, hat es anfangs den Prämonstratensern nahegestanden. Darauf deutet hin, dass St. Walburgis wie viele frühe Prämonstratensereinrichtungen ein Doppelkloster für Frauen und Männer war. Später wurde es zu einem reinen Frauenkloster.
Im Jahr 1218 unterstellte Erzbischof Engelbert von Berg das Kloster dem erzbischöflichen Schutz. Damit verbunden war die Bestimmung, dass, wenn der Erzbischof dem Kloster einen Propst vorschlagen würde, dieser in Gehorsam angenommen werden sollte. Die Leiterin von St. Walburgis war eine Priorin. Seit der Unterstellung unter den Erzbischof trat das Kloster in eine enge Beziehung zum St.-Patrokli-Stift. Aus den Reihen der dortigen Kanoniker kam nun meist der Propst.
St. Walburgis wurde während der Soester Fehde 1447 weitgehend zerstört. Das Stift wurde 1449 hinter die Stadtmauern verlegt und neu erbaut. Nach der Einführung der Reformation in Soest wurde St. Walburgis 1582 in ein freiweltliches Damenstift umgewandelt. Damit endete auch das gemeinschaftliche Leben. Die Damen stammten von nun an aus katholischen, lutherischen und reformierten Familien.
Die Einrichtung wurde 1812 aufgehoben. Die Tradition wurde durch eine Neugründung 1845 als evangelisches Damenstift wiederbelebt. Nach 1945 wurde es mit einer ähnlichen Einrichtung in Lippstadt vereinigt.
Die Stiftskirche wurde nach der Profanierung 1822 als Kornmagazin und später vom Militär genutzt. Im Jahr 1879 wurde die Kirche abgebrochen.

## Bau und Ausstattung
Die gotische Klosterkirche aus dem 15. Jahrhundert war einschiffig und dreijochig und verfügte in ihrem Westteil über eine Nonnenempore, der sehr schlanke Westturm reichte nur bis zur Traufhöhe der Kirche. Eine Inschrift nannte das Jahr 1506 als Vollendungsdatum. Im Innern war das Schiff mit Sterngewölben versehen. Aus der Innenausstattung sind mehrere bedeutende Kunstwerke und Ausstattungsstücke erhalten, darunter waren vor allem einige Tafelbilder aus der Zeit zwischen dem 12. und dem 15. Jahrhundert. Der reichgegliederte spätgotische Reliquienaltar gelangte in die Wiesenkirche. Die Orgel von Johann Patroclus Möller (1733) befindet sich heute in Welver.
Das so genannte Soester Antependium gilt als eines der bedeutendsten Beispiele der frühen Tafelmalerei. Es stammt ungefähr aus dem Jahr 1170. Es handelt sich um das älteste erhaltene Gemälde auf Holz nördlich der Alpen. Das Gemälde befand sich ursprünglich auf der Nonnenempore des Klosters. Ebenfalls aus dem Walburgisstift stammen zwei Bilder mit den Heiligen Dorothea und Odilia. Diese wurde von dem wohl bedeutendsten Maler der Spätgotik in Westfalen Conrad von Soest geschaffen. Hinzu kommt die so genannte Blankenberch-Retabel mit Verkündigung, Anbetung der Könige und Marientod aus der Zeit um 1420/30, ein Altaraufsatz von 1493 sowie zwei Tafeln mit Aposteln und Stifter aus derselben Zeit. Vom Meister des Fröndenberger Marienretabels stammt das Bild der Fürbitte Marias bei Christus und die Heiligen Walburga und Augustinus aus der Zeit um 1420.